# DFB-Pokal 1980-81 (vrouwen)
De DFB Pokal 1980/81 (voor vrouwen) was de eerste editie van de DFB-Pokal voor vrouwen. Het vrouwenvoetbal bekertoernooi werd op 1 mei 1982 afgerond met de finale, voorafgaand aan de mannenfinale, in het Neckarstadion in Stuttgart. 
De achtste-, kwart- en halve finale werden over een thuis- en uitwedstrijd gespeeld. SSG 09 Bergisch Gladbach versloeg in de finale in één wedstrijd TuS Wörrstadt met 5-0.

## Deelnemers
Zestien bekerwinnaars van de regionale bonden mochten aan de eerste editie van de DFB-Pokal voor vrouwen deelnemen.

## Achtste finales
De heenwedstrijden vonden plaats op 20 en 21 september en de terugwedstrijden op 4 en 5 oktober 1980.
| Club #1                  | Uitslagen | Club #2              |
| ------------------------ | --------- | -------------------- |
| SSG 09 Bergisch Gladbach | 3-1, 2-1  | TSV Siegen           |
| Inter Bergsteig Amberg   | 0-0, 1-4  | TuS Wörrstadt        |
| FC Hellas Marpingen      | 0-1, 0-2  | SC 07 Bad Neuenahr   |
| VfB Komet Bremen         | 0-14, 0-7 | BFC Meteor 06 Berlin |

| Club #1         | Uitslagen | Club #2                 |
| --------------- | --------- | ----------------------- |
| KBC Duisburg    | 1-1, 2-1  | VfR Eintracht Wolfsburg |
| SV Schlierstadt | 8-1, 6-0  | VfB Rheinfelden         |
| FV Bellenberg   | 4-2, 1-4  | TSV Hungen              |
| Wedeler SV      | 1-0, 1-1  | SG Thumby               |

## Kwartfinale
De heenwedstrijden vonden plaats op 26 oktober en de terugwedstrijden op 22 en 23 november 1980.
| Club #1         | Uitslagen | Club #2                  |
| --------------- | --------- | ------------------------ |
| KBC Duisburg    | 0-0, 2-3  | SSG 09 Bergisch Gladbach |
| SV Schlierstadt | 1-2, 2-3  | TuS Wörrstadt            |

| Club #1              | Uitslagen | Club #2            |
| -------------------- | --------- | ------------------ |
| TSV Hungen           | 1-2, 1-1  | SC 07 Bad Neuenahr |
| BFC Meteor 06 Berlin | 5-1, 5-3  | Wedeler SV         |

## Halve Finale
De heenwedstrijden vonden plaats op 8 maart en de terugwedstrijden op 12 april 1981.
| Club #1                  | Uitslagen | Club #2            |
| ------------------------ | --------- | ------------------ |
| SSG 09 Bergisch Gladbach | 6-0, 3-0  | SC 07 Bad Neuenahr |

| Club #1       | Uitslagen | Club #2              |
| ------------- | --------- | -------------------- |
| TuS Wörrstadt | 1-0, 1-0  | BFC Meteor 06 Berlin |

## Finale
De finale vond op 2 mei 1981 plaats voor 35.000 toeschouwers in het Neckarstadion in Stuttgart, voorafgaand aan de finale van de DFB Pokal voor mannen, en werd gespeeld tussen SSG 09 Bergisch Gladbach en TuS Wörrstadt.
| Thuisclub | Uitslag | Uitclub       |
| --- | ------- | ------------- |
| SSG 09 Bergisch Gladbach                                                                                                  | 5-0     | TuS Wörrstadt |
| 17. Doris Kresimon 1-0 34. Doris Kresimon 2-0 38. Monika Degwitz 3-0 52. Anne Trabant-Haarbach 4-0 69. Doris Kresimon 5-0 |         |               |